# Pseudopostega truncata
Pseudopostega truncata là một loài bướm đêm thuộc họ Opostegidae. Nó là loài duy nhất được tìm thấy ở miền trung Brasil.
Chiều dài cánh trước khoảng 3.8 mm. Con cái gần như có màu trắng với cánh trước gần như màu trắng hoàn toàn. Con trưởng thành bay vào tháng 12 và tháng 1.